# 貝希特哈勒魏爾湖

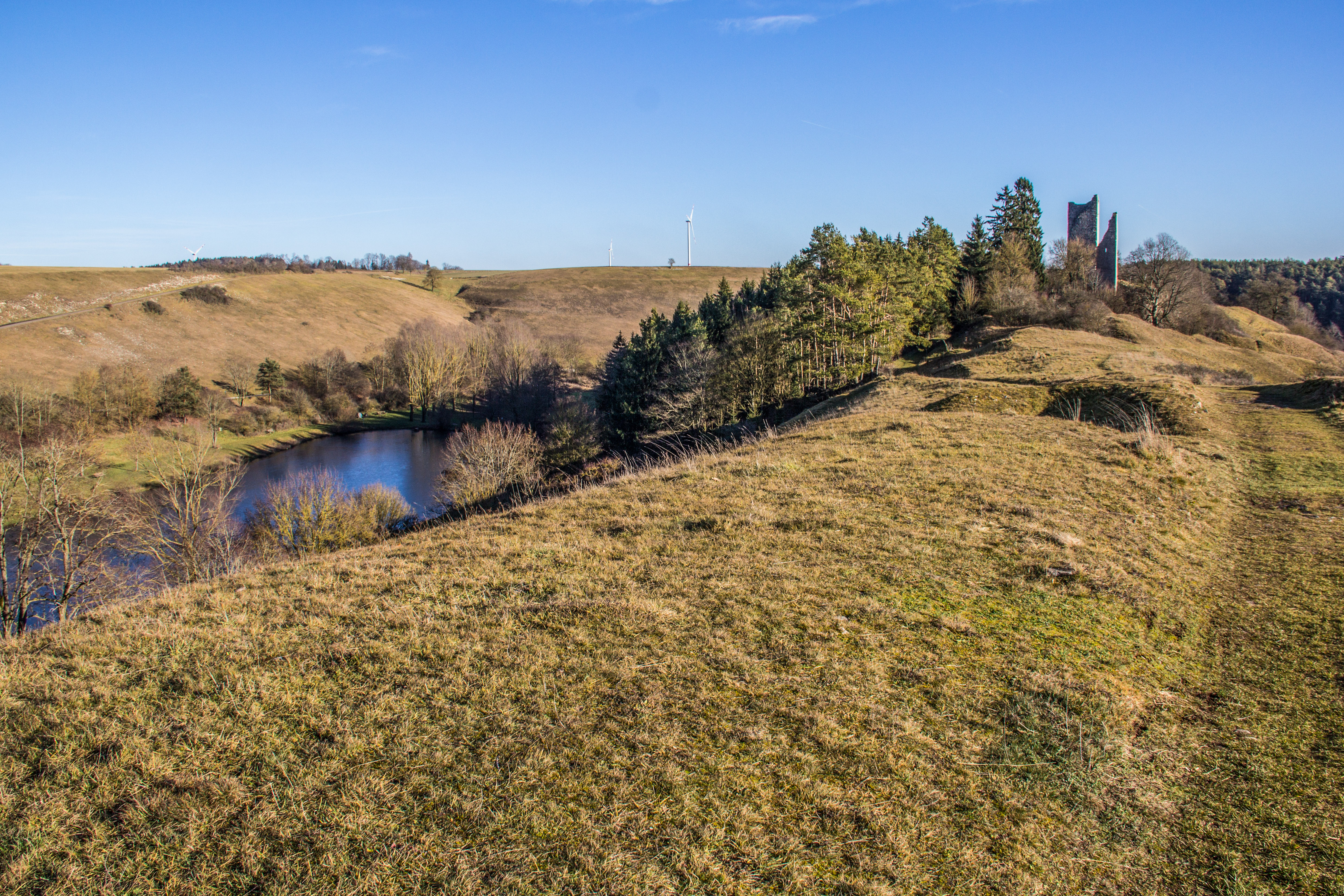

49°01′19″N 11°10′39″E / 49.02185°N 11.17745°E
貝希特哈勒魏爾湖（德語：Bechthaler Weiher），是德國的湖泊，位於該國東南部，由巴伐利亞州負責管轄，處於賴滕布赫，長0.2公里、寬0.06公里，面積0.01平方公里，最大水深2.5米，湖岸線長度0.5公里。